# دن باج
دن باج (انگلیسی: Don Budge؛ زاده ۱۳ ژوئن ۱۹۱۵ درگذشته ۲۶ ژانویهٔ ۲۰۰۰) تنیس‌باز اهل ایالات متحده آمریکا بود که پنج سال پیاپی شمارهٔ یک تنیس جهان به شمار می‌رفت.